# Прокламација о еманципацији
Прокламација о еманципацији (енгл. Emancipation Proclamation) се састоји од два извршна наређења која је издао амерички председник, републиканац Абрахам Линколн током Америчког грађанског рата. Прво наређење, издато 22. септембра 1862. је прогласило слободу за све робове у свим државама Конфедеративних Америчких Држава које се не врате под контролу Уније до 1. јануара 1863. Друго наређење, издато 1. јануара 1863. је именовало десет држава на које се прокламација односи. Линколн је издао ова извршна наређења под ауторитетом главнокомандујућег војске и морнарице, по члану II, одељак 2 Устава Сједињених Америчких Држава.
Прокламација није именовала робовласничке граничне државе Кентаки, Мисури, Мериленд и Делавер, које нису прогласиле сецесију, тако да се није односила на те државе и тамошњи робови нису били ослобођени. Држава Тенеси се углавном вратила под контролу Уније, тако да је и она била изузета. Вирџинија је била именована, али су наведени изузеци за 48 округа који су били у процесу формирања Западне Вирџиније, као и седам других наведених округа и два града. Такође, изузети су били Њу Орлеанс и тринаест наведених парохија Луизијане, које су све већ углавном биле под контролом Уније у доба издвања Прокламације.
Прокламација о еманципацији је у време издавања критикована јер је ослободила само робове на територијама над којима Унија није имала контролу. Иако већина робова није одмах ослобођена, Прокламација јесте ослободила три хиљаде робова на сам дан кад је ступила на снагу у деловима девет од десет држава на које се односила (Тексас је изузетак). У свим конфедеративним државама (изузев Тенесија и Тексаса), Прокламација је одмах ступила на снагу на територијама које је Унија окупирала, и најмање 20.000 робова је ослобођено 1. јануара 1863.
Додатно, Прокламација је пружила правни оквир за еманципацију скоро свих од четири милиона робова како је војска Уније напредовала, и утрла је пут ка укидању робовласништва у Унији, што је била контроверзна одлука и на самом Северу.
Чувши за Прокламацију велики број робова је бежао на страну Севера како су снаге Уније напредовале на југ. Како је војска Уније напредовала кроз Конфедерацију, хиљаде робова је ослобађано сваког дана све док скоро сви (око 4 милиона према попису из 1860) робова није ослобођено до јула 1865.
Како се рат ближио крају, аболиционисти су били забринути јер иако је Прокламација ослободила већину робова као ратна мера, она није робовласништво учинила противзаконитим. Неколико бивших робовласничких држава је већ донело законе који забрањују робовласништво; међутим, у неколико држава, робовласништво је остало легално, све до 18. децембра 1865, када је донет Тринаести амандман на Устав Сједињених Држава.

## Позадина
Закон о одбеглим робовима из 1850 је налагао особама да врате одбегле робове њиховим власницима. Током рата, генерали Уније, попут Бенџамина Батлера су робове на окупираним територијама сматрали контрабандом (енгл. contraband), и одбијали да их врате. Ова одлука је била контроверзна јер је имплицирала Конфедерације као одвојене државе по међународном праву, што је била идеја коју је Линколн одлучно одбијао. Стога, он није подржавао карактерисање ове групе робова као контрабанд. Неки генерали су такође проглашавали робове под својом јурисдикцијом слободнима, и они су били смењени кад су одбили да повуку такве одлуке.
Линколн је 13. марта 1862. забранио официрима војске Уније да враћа одбегле робове. 10. априла 1862, Конгрес је одлучио да ће федерална влада да исплати компензацију робовласницима који су ослободили своје робове. Робови у Дистрикту Колумбија су ослобођени 16. априла 1862, и њиховим власницима је исплаћена компензација. 19. јуна 1862, Конгрес је забранио робовласништво на територији Сједињених Држава. Овим актом, Конгрес је противречио одлуци Врховног суда из 1857. (случај Дред Скот против Сандфорда) по којој Конгрес нема моћ да регулише робовласништво на територији Сједињених Држава.
У јануару 1852, Тадеус Стивенс, вођа републиканаца у Представничком дому, је тражио да тотални рат против побуне укључи и еманципацију робова, тврдећи да ће еманципација, изазивањем губитка робовске радне снаге, уништити побуњеничку економију. Јула 1862, Конгрес је изгласао а Линколн потписао Други закон о конфискацији, који је ослободио робове које су држали побуњеници. У њему је стајало:
одељак 2. И нека још буде, да свака особа која убудуће мотивише, започне, помогне или учествује у било којој побуни или устанку против власти Сједињених Држава или њених закона, или помогне или заштити било коју такву постојећу побуну или устанак, и буде осуђен због тога, нека таква особа буде кажњена затвором периода не дужег од десет година, или казном не већом од десет хиљада долара, и ослобађањем свих његових робова, уколико поседује робове; или обема од наведених казни, по одлуци суда.
...

одељак 9. И нека још буде, да сви робови особа које од сада учествују у побуни против владе Сједињених Држава, или које би на било који начин помогле или заштитиле исту, који побегну од таквих особа и нађу уточиште иза линија војске; и сви робови заплењени од таквих особа или напуштени од стране њих и дођу под контролу владе Сједињених Држава; и сви робови таквих особа који буду нађени или се налазе у било ком месту окупираном од стране побуњеничких снага а касније окупираном од стране снага Сједињених Држава, ће бити сматрани ратним заробљеницима, и биће заувек слободни од своје службе и неће поново бити држани као робови.
Аболиционисти су дуго времена тражили од Линколна да ослободи све робове. На масовном скупу у Чикагу 7. септембра 1862, захтевана је тренутна еманципација за све робове. Делегација коју је предводио Вилијам В. Патон се састала са председником у Белој кући 13. септембра. Линколн је рекао како у мирнодопским условима нема уставно овлашћење да ослободи робове. Чак и у време рата, еманципација је била ризичан политички потез. Јавно мњење као целина је било против тога.} Очекивано је оштро противљење коперхед демократа, а реакција лојалних граничних држава је била неизвесна. Делавер и Мериленд су већ имали висок проценат слободних црнаца 1860: 91,2% Делавер а 49,7% Мериленд.
Линколн је први пут расправљао о Прокламацији са својим кабинетом јула 1862. Веровао је да му била потребна победа Уније на бојишту како би његова одлука имала позитиван призвук. Битка код Ентитама у којој су снаге Уније одбациле инвазију Конфедерације на Мериленд му је дала прилику да изда прелиминарну прокламацију 22. септембра 1862. Линколн је прво показао рани нацрт Прокламације свом потпредседнику, Ханибалу Хамлину, срчаном аболиционисти који је често био необавештен о председничким одлукама. Коначна Прокламација је објављена 1. јануара 1863. Иако је имплицитно добио овлашћење Конгреса, Линколн је као темељ Прокламације користио свој ауторитет главнокомандујућег армије и војске, као неопходну ратну меру, а не еквивалент статута издатог од стране Конгреса или уставни амандман.
Иницијално, Прокламација о еманципацији је у пракси ослободила само мали проценат робова, који су били на територији које је освојила Унија у областима које нису биле изузете. Већина робова је и даље била на територијама које је контролисала Конфедерација или у изузетим областима. Државни секретар Вилијам Х. Сјуард је прокоментарисао, „Показујемо наше саосећање са робовима ослобађајући робове тамо где не можемо да их досегнемо, а држимо их у оковима у областима у којима можемо да их ослободимо“. Да је иједна од робовласничких држава окончала покушај сецесије пре 1. јануара 1863, могла би да задржи робовласништво, барем привремено. Прогкламација је Линколну дала само правни оквир да ослободи робове у областима на Југу, које су још биле побуњене. Међутим, ефекти су дошли до изражаја како су снаге Уније напредовале у Конфедерацију.
Прокламација о еманципацији је такође омогућила ослобођеним робовима да се пријаве у војску Сједињених Држава. Током рата готово 200.000 црнаца, већином бивши робови, је ступило у војску Уније. Ово додатно људство је било значајан фактор у добијању рата. Конфедерација није дозвољавала робовима да ступе у армију као војници све до последњих месеци пре пораза.
Иако су окрузи Вирџиније који је требало да ускоро формирају Западну Вирџинију били изузети из Прокламације (осим округа Џеферсон), услов да се држава прими у Унију је био да њен Устав омогући постепено укидање робовласништва. Робови у граничним државама Мериленд и Мисури су еманциповани посебним државним актовима пре краја Грађанског рата. У Мериленду је Устав који је забранио робовласништво ступио на снагу 1. новембра 1864. Почетком 1865, Тенеси је усвојио амандман на свој Устав који је забранио робовласништво. Робови у Кентакију и Делаверу нису еманциповани док Тринаести амандман није ратификован.

## Примена
Прокламација је издата у два дела. Први део, издат 22. септембра 1862. је био прелиминарна објава која је најављивала намере другог дела, који је званично ступио на снагу 100 дана касније, 1. јануара 1863, током друге године Грађанског рата. То је била Линколнова декларација по којој се трајно ослобађају сви робови из свих области Конфедерације које се нису вратиле под федералну контролу до јануара 1863. Десет држава је поименце наведено у другом делу (Јужна Каролина, Мисисипи, Флорида, Алабама, Џорџија, Луизијана, Тексас, Вирџинија, Арканзас, Северна Каролина). Нису биле именоване робовласничке државе лојалне Унији: Мериленд, Делавер, Мисури и Кентаки. Такође није била именована држава Тенеси, која је у то време била отприлике пола-пола подељена између Уније и Конфедерације. Наведени су изузеци у оквиру ових држава, за области које су биле под контролом Уније 1. јануара 1863. Изузето је било 48 округа које је требало да ускоро формирају Западну Вирџинију, седам других округа Вирџиније укључујући округе Беркли и Хемпшир који су убрзо додати Западној Вирџинији, Њу Орлеанс и 13 наведених парохија у близини.
Међу областим јужњачких држава под окупацијом Севера у којима су локални команданти Прокламацију одмах спровели у дело су били Винчестер, Вирџинија, Коринт, Мисисипи , Морска острва дуж обала Каролина и Џорџије Ки Вест, Флорида, и Порт Ројал, Јужна Каролина.

### Тренутни ефекат
Често се јављају тврдње да Прокламација о еманципацији није одмах ослободила ниједног роба. Као резултат Прокламације многи робови су ослобођени током рата, почев од дана кад је ступила на снагу. По изјавама сведока, у местима као што су Хилтон Хид, Јужна Каролина, и Порт Ројал, Јужна Каролина, 1. јануара је слављено када је хиљаде црнаца обавештено да је постало слободно.
Процене броја црнаца који су ослобођени одмах по ступању Прокламације на снагу нису прецизне. Једна савремена процена наводи бројност 'контрабанд' становништва у деловима Северне Каролине које је била окупирала Унија на 10.000, а Морска острва Јужне каролине су такође имала значајну црначку популацију. Тих 20.000 робова је ослобођено тренутно по ступању Прокламације на снагу."
Област под окупацијом Уније, на којој су црнци ослобођени тренутно по ступању Прокламације на снату је укључивала делове источне Северне Каролине, долину Мисисипија, северну Алабаму, долину Шенандоу у Вирџинији, велики део Арканзаса и Морска острва Џорџије и Јужне Каролине. Иако су неки окрузи територије Вирџиније која је била под окупацијом били изузети из Прокламације, доња долина Шенандоу и област око Александрије су били покривени њом.
Букер Т. Вошингтон, се као деветогодишњи дечак у Вирџинији сећао дана почетком 1865
Како се велики дан ближио, било је више песме у црначким четвртима него обично. Била је смелија и звонкија и трајала је до касније у ноћ. Већина стихова песама са плантажа је на неки начин говорило о слободи.... Неки човек који је изгледао као странац (официр Сједињених Држава, претпостављам) је одржао кратак говор, а затим прочитао подужи текст-Прокламацију о еманципацији ваљда. Након читања, речено нам је да смо сви слободни и да можемо да идемо где год нам је воља. Моја мајка, која је стајала поред мене, се нагла и почела да љуби своју децу, док су јој сузе радоснице капале низ лице. Објаснила нам је шта то све значи, да је ово био дан за који се толико дуго молила, страхујући да га неће доживети.
Еманципација је спроведена без насиља било од стране бивших господара, било од стране бивших робова. Прокламација је представљала измену ратних циљева Севера - поновно уједињење државе више није био једини циљ. То је био велики корак ка коначном укидању робовласништва у Сједињеним Државама и ново рођење слободе.
Одбегли робови који су пребегли на страну Уније су раније 'контрабандима' по Законима о конфискацији; када је Прокламација ступила на снагу, у поноћ им је речено да су слободни да иду. Морска острва код обале Џорџије је морнарица Уније окупирала раније током рата. Белци су побегли на копно док су црнци остали. Рани програм Реконструкције је успостављен за бивше робове. Он је укључивао школе и обуку. Морнарички официри су прочитали Прокламацију и рекли им да су сада слободни.
Реакције на Прокламацију у војсци су биле врло различите. Неке јединице су готово започеле побуну из протеста. Нека дезертерства се приписују овоме. Друге јединице су биле инспирисане усвајањем новог ратног циља који је оплеменио њихове напоре, и најмање једна јединица је преузела мото „за Унију и слободу“.
Робови су били део ратне машинерије Конфедерације. Производили су и припремали храну; шили су униформе; оправљали железницу; радили на фармама и у фабрикама, бродоградилиштима и у рудницима; градили су утврде; служили су као особље у болницама и обични радници. Вести о Прокламацији су се међу њима брзо рашириле усменим путем, побудивши наде о слободи, стварајући конфузију и охрабрујући хиљаде да побегну северњацима.

### Политички утицај
Коперхед демократе, које су се противиле рату и залагале за поновно уједињење дозвољавањем робовласништва су одмах одбациле Прокламацију. Хорејшо Симор је током кампање за гувернера Њујорка нападао Прокламацију као позив робовима да чине екстремне акте насиља над свим белим јужњацима, и рекао је да је то „позив на касапљење жена и деце, на сцене похоте и силовања, и паљевине и убиства, који ће довести до мешања цивилизоване Европе.“ Коперхед демократе су такође виделе Прокламацију о еманципацији као злоупотребу председничке власти. Хенри А. Ривс је у гринпортском Републиканском стражару писао да „У име слободе црнаца, [Прокламација] ризикује слободу белаца; како би тестирала утопијску теорију о једнакости раса коју заједно природа, историја и искуство одбацују као монструозну, она иде мимо Устава и грађанских закона и поставља војну узурпацију на место њих.“
Расизам је остао раширен на обема зараћеним странама, и многи на Северу су подржавали рат само у циљу приморавања Југа назад у Унију. Обећања многих републиканских политичара да се ратује како би се поново успоставила Унија а не због црначких права или укидања робовласништва су њихови политички противници сада називали лажима, цитирајући Прокламацију. Коперхед Дејвид Ален је на окупљању у Колумбијани, Охајо рекао: „Рекао сам вам да се овај рат води због црнаца. Ето вам прокламација председника Сједињених Држава. Моји пријатељи, демократе, питам ја вас да ли ћете бити принуђени на рат са својом браћом из јужњачких држава зарад црнаца. Ја одговарам, не!“ Коперхеди су видели Прокламацију као необорив доказ својих ставова и почетак политичког успона; у Конектикату, Х. Б. Витинг је писао да је истина сада јасна чак и „оним најтупавијима који су истрајавали у мишљењу да је председник конзервативац и да се ратује за поновно успостављање Уније по Уставу.“
Ратне демократе које су одбацивале ставове Коперхеда у оквиру своје партије су се нашле у недоумици. Иако су током рата наставили да подржавају расистичке позиције своје партије и одбојност према интересима робова, они су видели Прокламацију као продуктиван војнички алат против Југа и бринули су да би противљење Прокламацији могло да угрози морал војника у војсци Уније. Ова дилема се није разрешила и коначно је довела до раздора у партији како је рат напредовао.
Линколн је додатно разжестио многе у Унији два дана након издавања прелиминарне Прокламације о еманципацији, када је суспендовао хабеас корпус. Његови противници су повезали ове две акције тврдећи да он постаје деспот. У светлу овога и недостатка војних успеха северњачких армија, многи гласачи ратних демократа који су претходно подржавали Линколна су се окренули против њега.
На изборима 1862 (ово нису били председнички избори), демократе су освојиле 28 мандата у Представничком дому, као и место гувернера Њујорка. Линколнов пријатељ Орвил Хикман Браунинг је рекао председнику да су Прокламација и суспендовање хабеас корпуса били катастрофални за његову партију јер је демократама дао толико пуно муниције. Линколн није одговорио. Коперхед демократа из Конектиката, Вилијам Џејвис је прогласио изборе „почетком краја потпуног краха аболиционизма.“
Историчари Џејмс М. МакФерсон и Алан Невинс су написали да иако су резултати изгледали врло забрињавајуће, могли би да се посматрају и у позитивнијем светлу по Линколна; његови противници су добро прошли само у својим традиционалним упориштима и „на националном нивоу њихови успеси су или најмањи од свих мањинских партија у изборима који се одржавају непарном годином током готово целе једне генерације. Мичиген, Калифорнија и Ајова су републиканске... Штавише, републиканци су додали пет места у Сенату.“ МакФерсон каже: „Ако би избори у било ком смислу били референдум о еманципацији и о Линколновом вођењу рата, већина северњачких гласача је подржало ове политике.“

### Међународни утицај
Као што се Линколн и надао, Прокламација је додавањем окончања робовласништва у списак ратних циљева окренула подршку јавних мњења у иностранству у прилог Унији. Ово је окончало наде Конфедерације да ће стећи званично признање, поготово од стране Уједињеног Краљевства, које је укинуло робовласништво. Пре овог Линколновог декрета, активности Британије су фаворизовале Конфедерацију, посебно набавка ратних бродова британске производње, ЦСС Алабама и ЦСС Флорида. Штавише, одлучност Севера да победи у рату по сваку цену је стварала дипломатске проблеме; Трентска афера крајем 1861. је узроковала жестоке тензије између Сједињених Држава и Велике Британије. Да је Конфедерација стекла званично признање страних сила, то би представљао још један ударац циљевима Уније.
Сада када се рат водио у терминима слободе против робовласништва, британска или француска подршка Конфедерацији би изгледала као подршка робовласништву, које су обе силе укинуле. Хенри Адас је приметио да је „Прокламација о еманципацији учинила више за нас него све пређашње победе наше дипломатије.“ У Италији, Ђузепе Гарибалди је хвалио Линколна као „наследника прегалаштва Џона Брауна“. 6. августа 1863, Гарибалди је писао Линколну: Будућа поколења ће Вас звати великим еманципатором, а то је завиднија титула него што би било каква круна могла да буде, и већа ствар од било ког простог блага.
Алан Ван Дајк, раднички представник из Манчестера је у писму Линколну навео: „Са радошћу Вас похваљујемо због многих одлучујућих корака према практичном спровођењу ваше вере у речи ваших великих Оснивача: 'Сви људи су створени слободни и једнаки'.“ Прокламација о еманципацији је послужила да ублажи тензије са Европом у вези са начином на који је Север водио рат, и у садејству са неуспелом јужњачком офанзивом код Ентитама је практично искључила могућност да Конфедерација прими међународну подршку у рату.

### Гетизбуршки говор
Линколн је у Гетизбуршком говору у новембру 1863. направио индиректну референцу на Прокламацију и на окончање робовласништва као ратног циља фразом „ново рођење слободе“. Прокламација је учврстила подршку Линколну међу јачајућом аболиционистичком струјом у оквиру Републиканске странке, што је осигурало да његова поновна номинација 1864. не буде блокирана.

## Након рата
Како се рат ближио крају, аболиционисти су се бојали да је Прокламација о еманципацији сачињена искључиво као средство за добијање рата и да неће бити примењивана кад се борбе окончају. Осим тога су били све нестрпљивији да осигурају слободу за све робове, а не само оне које је ослободила Прокламација. Под таквим притиском, Линколн је велики део своје председничке кампање 1864. посветио уставном амандману који би укинуо робовласништво у целим Сједињеним Државама. Ову кампању је ојачала одлука Мериленда и Мисурија да се у овим двема државама укине робовласништво. Нови Устав Мериленда који је укинуо робовласништво је ступио на снагу у новембру 1864, а робовласништво је у Мисурију укинуто извршном прокламацијом гувернера, Томаса Флечера, 11. јануара 1865.
Након што је поново изабран, Линколн је извршио притисак на одлазећи 38. сазив Конгреса Сједињених Држава да одмах изгласа предложени амандман уместо да се чека конституисање новоизабраног 39. сазива. У јануару 1865, Конгрес је државним легислатурама послао на ратификацију оно шта ће постати Тринаести амандман на Устав Сједињених Држава, који забрањује робовласништво у свим државама и територијама Сједињених Држава. Амандман је ратификован у легислатурама довољно држава до 6. децембра 1864, и проглашен је 12 дана касније. Тада је ослобођено око 40.000 робова у Кентакију и 1.000 у Делаверу.
У годинама након Линколнове смрти су његове активности у издавању Прокламације слављене. Годишњица Прокламације је прослављана као црначки празник више од 50 година; празник џунтинт је организован у неким државама у славу овог догађаја. 1913, на педесетогодишњицу Прокламације о еманципацији су одржане посебно велике прославе.
Неки интелектуалци из 20. века, као што су В. Е. Б. Ду Боа, Џејмс Болдвин и Џулијус Лестер, су описали Прокламацију као суштински безвредну. Можда најоштрији напад је био од стране Лерона Бенета, млађег у делу Forced into Glory: Abraham Lincoln's White Dream (2000), где тврди да је Линколн био поборник политике белачке надмоћи који је издао Прокламацију о еманципацији како би избегао праве расне реформе за које су се залагали радикални аболиционисти.
У свом делу Линколнова Прокламација о еманципацији, Ален Ц. Гуелзо је приметио недостатак суштинског поштовања овог документа од стране професионалних историчара, јер је он био тема премало великих научних студија. Гуелзо сматра да је Линколн био последњи амерички „политичар доба просветљења“ и да је као такав био посвећен укидању робовласништва строго у границама закона.
Неки други историчари приписују Линколну више заслуга за оно шта је учинио у контексту тензија у свом кабинету и друштву које је било у рату, за његов лични напредак у политичком и моралном смислу, и за обећање робовима које је одржао. Можда би више било постигнуто да на њега није извршен атентат. Ерик Фонер је написао:
Линколн није био аболициониста или радикални републиканац, што је чињеница коју Бенет истиче небројено пута. Он се није залагао за тренутну аболицију пре рата, и имао је расистичке ставове типичне за то време. Али је такође био и човек од дубоких убеђења што се тиче робовласништва, и током Грађанског рата је показао изузетну способност за морално и политичко напредовање.